# Vilachá (A Pobra do Brollón)

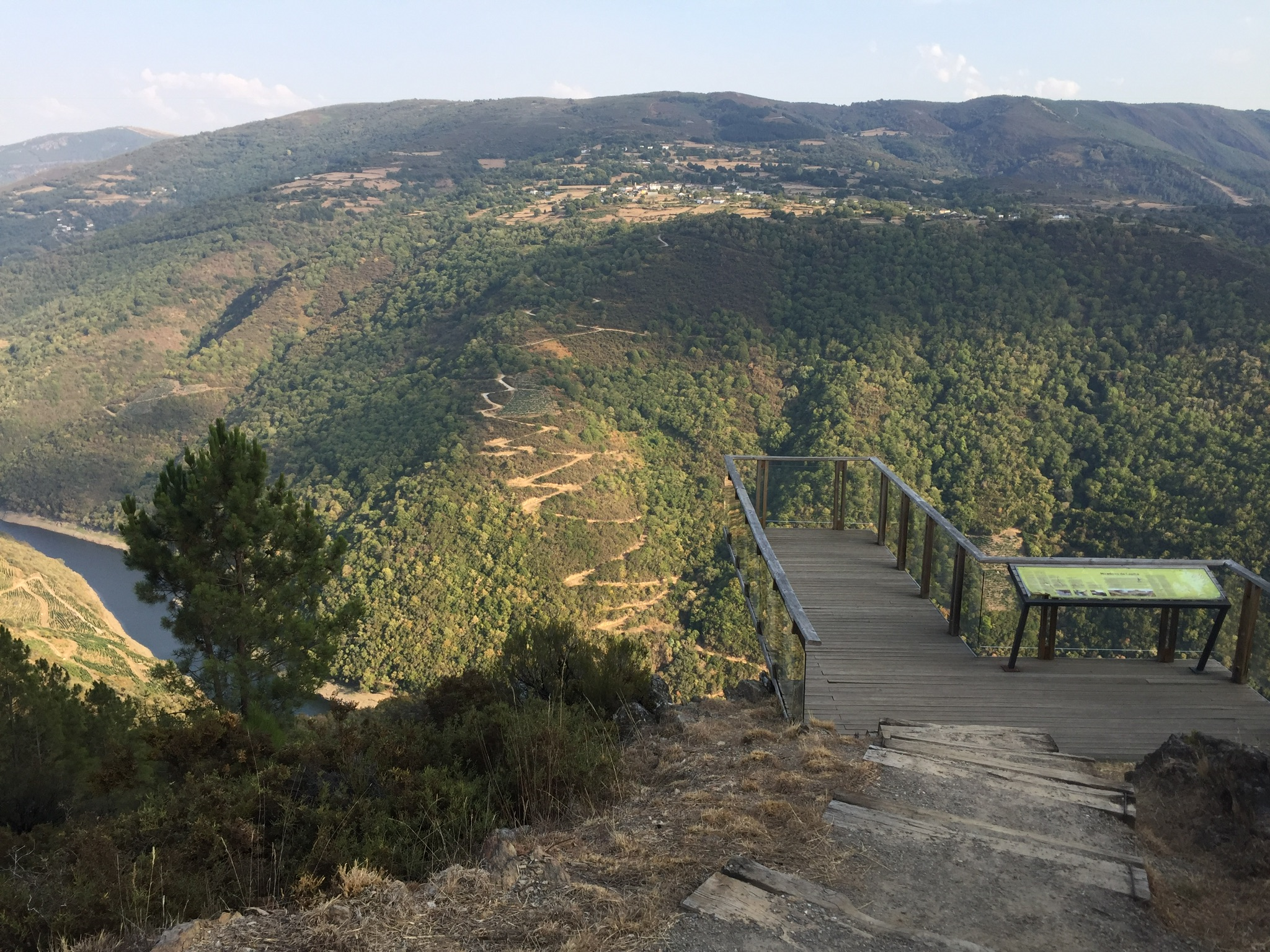
Mirador d'A Capela

San Mamede de Vilachá, coneguda popularment com a Vilachá de Salvadur, és una parròquia i localitat del municipi gallec d'A Pobra do Brollón, a la província de Lugo. Limita amb les parròquies de Liñares al nord, Quintá de Lor i Augas Mestas a l'est, Torbeo al sud, i Rozavales i Vilamarín a l'oest.
El 2015 tenia 60 habitants agrupats en 4 entitats de població: A Abelaira, A Eirexa, Trasmonte i Vilachá.
Es troba a la zona del Canyó del Sil, en una zona abrupta on hi ha vinyes de la Denominació d'Origen Ribeira Sacra. Entre el seu patrimoni destaquen l'església de San Mamede, del segle xviii, les Bodegues (Adegas) i el mirador d'A Capela, amb vistes del canyó.
Les festes se celebren el 8 d'agost en honor de Sant Mamet (San Mamede). També se celebra la Fira del Vi el primer diumenge del mes de maig.